# La Guapa Payola
La Guapa Payola é o nono álbum da carreira do premiado cantor e compositor carioca de rock Jay Vaquer. Ele foi lançado somente em formato digital no dia 23 de junho de 2017, via Sony Music Entertainment.
O álbum, bem como seu título, foi anunciado em março de 2017, no site oficial do músico. Na postagem, foi noticiado que "será um disco que reúne 15 faixas com versões mais acústicas e mais Rock de músicas que já foram gravadas em álbuns anteriores, e que, a princípio, será lançado somente digitalmente."
Segundo o site "itunescharts.net/", o álbum estreou na posição 78 da parada musical "Brazil iTunes Top Albums", aparecendo nesta parada musical por 3 dias.

## O Álbum

### Análise do Título do Álbum
No blog Fuzarca, que é o blog oficial do Jay Vaquer, o músico fez uma postagem, no dia 7 de junho de 2017, falando sobre o álbum. Na postagem, Vaquer diz: “La Guapa Payola” é consequência de quase uma década (2001-2009) buscando adequar supostos “singles” para programações de variadas rádios. Vaquer complementa com um relato do que teve que fazer, no inicio de sua carreira, para que suas músicas fossem veiculadas nas rádios. É daí que ele extraiu o termo “payola”, que, conforme o livro "São Paulo na idade mídia", de José Marques de Melo e Antonio Adami, "é um termo que por aqui ficou conhecido como “Jabaculê”, ou simplesmente “Jabá”" já que "era forte a relação entre a programação efetivamente veiculada e os interesses comerciais das gravadoras, que passaram a pagar para tocar suas músicas". Já "La Guapa", em espanhol, quer dizer "A Bonita".

### Faixas
| N.º            | Título                                           | Compositor(es)                          | Duração |  |
| 1.             | "A Miragem (Boratto's Mix)"                      | Jay Vaquer                              | 3:49    |  |
| 2.             | "Pode Agradecer (Applewhite's Dream Version)"    | Jay Vaquer                              | 3:34    |  |
| 3.             | "Pode Agradecer (Acoustic Version)"              | Jay Vaquer                              | 3:44    |  |
| 4.             | "A Falta Que a Falta Faz (Weird Lil Boy Mix)"    | Jay Vaquer                              | 3:35    |  |
| 5.             | "A Falta Que a Falta Faz (Acoustic Version)"     | Jay Vaquer                              | 3:30    |  |
| 6.             | "Cotidiano de Um Casal Feliz (Acoustic Version)" | Jay Vaquer                              | 3:11    |  |
| 7.             | "Você Não Me Conhece Nem Fodendo"                | Jay Vaquer                              | 3:40    |  |
| 8.             | "Você Não Me Conhece Nem Sonhando"               | Jay Vaquer                              | 3:45    |  |
| 9.             | "Tal do Amor (Formidable Version)"               | Jay Vaquer                              | 3:30    |  |
| 10.            | "Longe Aqui (Prozac's Version)"                  | Jay Vaquer                              | 3:35    |  |
| 11.            | "Longe Aqui (Ao Vivo)"                           | Jay Vaquer                              | 3:16    |  |
| 12.            | "Será"                                           | Renato Russo                            | 3:22    |  |
| 13.            | "Pais e Filhos"                                  | Renato Russo                            | 3:41    |  |
| 14.            | "Monte Castelo"                                  | Renato Russo                            | 4:01    |  |
| 15.            | "Boys Don't Cry"                                 | Chris Parry / Robert Smith / Dave Allen | 3:05    |  |
| Duração total: | Duração total:                                   | Duração total:                          | 58:48   |  |